# Uberto di Prussia
Principe Uberto Carlo Guglielmo di Prussia (Potsdam, 30 settembre 1909 – Windhoek, 8 aprile 1950) era il terzo figlio maschio del Principe Ereditario Guglielmo di Germania e della Duchessa Cecilia di Meclemburgo-Schwerin.

## Biografia
Si unì all'esercito nel 1934 e partecipò all'Invasione della Polonia nel 1939. Un anno dopo fu congedato dall'esercito dal Prinzenerlass di Hitler, in seguito alla morte del fratello maggiore il Principe Guglielmo di Prussia.

### Matrimonio e figli
Il 29 dicembre 1941, sposò la Baronessa Maria von Humboldt-Dachroeden (1916-2003) a Oels in Slesia. Divorziarono due anni dopo, nel 1943 e il 5 giugno di quell'anno, si sposò nuovamente con la Principessa Maddalena Reuss di Köstritz (1920–2009). Ebbero due figlie femmine:
- Principessa Anastasia Vittoria Cecilia Erminia di Prussia (nata il 14 febbraio 1944). Ha sposato Aloisio Costantino, IX Principe di Löwenstein-Wertheim-Rosenberg ed ha avuto figli.
- Principessa Maria Cristina di Prussia (18 luglio 1947 – 1966) che morì per le ferite riportate in un incidente stradale.

Il Principe Uberto è morto di appendicite l'8 aprile 1950 a Windhoek nell'Africa Sud Occidentale.

È sepolto nel Castello di Hohenzollern.

## Ascendenza
|                                                                |                                               |                                                             | Genitori                                                |  |  | Nonni |  |  | Bisnonni                 |  |  | Trisnonni               |  |
|                                                                |                                               |                                                             |                                                         |  |  |       |  |  | Federico III di Germania |  |  | Guglielmo I di Germania |  |
|                                                                |                                               |                                                             |                                                         |  |  |       |  |  | Federico III di Germania |  |  | Guglielmo I di Germania |  |
|                                                                |                                               | Augusta di Sassonia-Weimar-Eisenach                         |                                                         |  |  |       |  |  | Federico III di Germania |  |  |                         |  |
| Guglielmo II di Germania                                       |                                               |                                                             |                                                         |  |  |       |  |  | Federico III di Germania |  |  |                         |  |
|                                                                |                                               | Vittoria di Sassonia-Coburgo-Gotha                          | Alberto di Sassonia-Coburgo-Gotha                       |  |  |       |  |  |                          |  |  |                         |  |
|                                                                |                                               | Vittoria di Sassonia-Coburgo-Gotha                          | Alberto di Sassonia-Coburgo-Gotha                       |  |  |       |  |  |                          |  |  |                         |  |
|                                                                |                                               | Vittoria di Sassonia-Coburgo-Gotha                          | Vittoria del Regno Unito                                |  |  |       |  |  |                          |  |  |                         |  |
| Guglielmo di Prussia                                           |                                               | Vittoria di Sassonia-Coburgo-Gotha                          |                                                         |  |  |       |  |  |                          |  |  |                         |  |
|                                                                |                                               | Federico VIII di Schleswig-Holstein-Sonderburg-Augustenburg | Cristiano di Schleswig-Holstein-Sonderburg-Augustenburg |  |  |       |  |  |                          |  |  |                         |  |
|                                                                |                                               | Federico VIII di Schleswig-Holstein-Sonderburg-Augustenburg | Cristiano di Schleswig-Holstein-Sonderburg-Augustenburg |  |  |       |  |  |                          |  |  |                         |  |
|                                                                |                                               | Federico VIII di Schleswig-Holstein-Sonderburg-Augustenburg | Luisa Sofia di Danneskiold-Samsøe                       |  |  |       |  |  |                          |  |  |                         |  |
| Augusta Vittoria di Schleswig-Holstein-Sonderburg-Augustenburg |                                               | Federico VIII di Schleswig-Holstein-Sonderburg-Augustenburg |                                                         |  |  |       |  |  |                          |  |  |                         |  |
|                                                                |                                               | Adelaide di Hohenlohe-Langenburg                            | Ernesto I di Hohenlohe-Langenburg                       |  |  |       |  |  |                          |  |  |                         |  |
|                                                                |                                               | Adelaide di Hohenlohe-Langenburg                            | Ernesto I di Hohenlohe-Langenburg                       |  |  |       |  |  |                          |  |  |                         |  |
|                                                                |                                               | Adelaide di Hohenlohe-Langenburg                            | Fedora di Leiningen                                     |  |  |       |  |  |                          |  |  |                         |  |
| Uberto di Prussia                                              |                                               | Adelaide di Hohenlohe-Langenburg                            |                                                         |  |  |       |  |  |                          |  |  |                         |  |
|                                                                | Federico Francesco II di Meclemburgo-Schwerin | Paolo Federico di Meclemburgo-Schwerin                      |                                                         |  |  |       |  |  |                          |  |  |                         |  |
|                                                                | Federico Francesco II di Meclemburgo-Schwerin | Paolo Federico di Meclemburgo-Schwerin                      |                                                         |  |  |       |  |  |                          |  |  |                         |  |
|                                                                | Federico Francesco II di Meclemburgo-Schwerin | Alessandrina di Prussia                                     |                                                         |  |  |       |  |  |                          |  |  |                         |  |
| Federico Francesco III di Meclemburgo-Schwerin                 | Federico Francesco II di Meclemburgo-Schwerin |                                                             |                                                         |  |  |       |  |  |                          |  |  |                         |  |
|                                                                |                                               | Augusta di Reuss-Köstritz                                   | Enrico LXIII di Reuss-Köstritz                          |  |  |       |  |  |                          |  |  |                         |  |
|                                                                |                                               | Augusta di Reuss-Köstritz                                   | Enrico LXIII di Reuss-Köstritz                          |  |  |       |  |  |                          |  |  |                         |  |
|                                                                |                                               | Augusta di Reuss-Köstritz                                   | Eleonora di Stolberg-Wernigerode                        |  |  |       |  |  |                          |  |  |                         |  |
| Cecilia di Meclemburgo-Schwerin                                |                                               | Augusta di Reuss-Köstritz                                   |                                                         |  |  |       |  |  |                          |  |  |                         |  |
|                                                                |                                               | Michail Nikolaevič Romanov                                  | Nicola I di Russia                                      |  |  |       |  |  |                          |  |  |                         |  |
|                                                                |                                               | Michail Nikolaevič Romanov                                  | Nicola I di Russia                                      |  |  |       |  |  |                          |  |  |                         |  |
|                                                                |                                               | Michail Nikolaevič Romanov                                  | Carlotta di Prussia                                     |  |  |       |  |  |                          |  |  |                         |  |
| Anastasija Michajlovna Romanova                                |                                               | Michail Nikolaevič Romanov                                  |                                                         |  |  |       |  |  |                          |  |  |                         |  |
|                                                                |                                               | Cecilia di Baden                                            | Leopoldo di Baden                                       |  |  |       |  |  |                          |  |  |                         |  |
|                                                                |                                               | Cecilia di Baden                                            | Leopoldo di Baden                                       |  |  |       |  |  |                          |  |  |                         |  |
|                                                                |                                               | Cecilia di Baden                                            | Sofia Guglielmina di Svezia                             |  |  |       |  |  |                          |  |  |                         |  |
|                                                                |                                               | Cecilia di Baden                                            |                                                         |  |  |       |  |  |                          |  |  |                         |  |